# Kościół Bożego Ciała w Łażanach
Kościół Bożego Ciała w Łażanach – rzymskokatolicki kościół filialny zlokalizowany w centrum miejscowości Łażany (powiat świdnicki, województwo dolnośląskie). 

## Historia

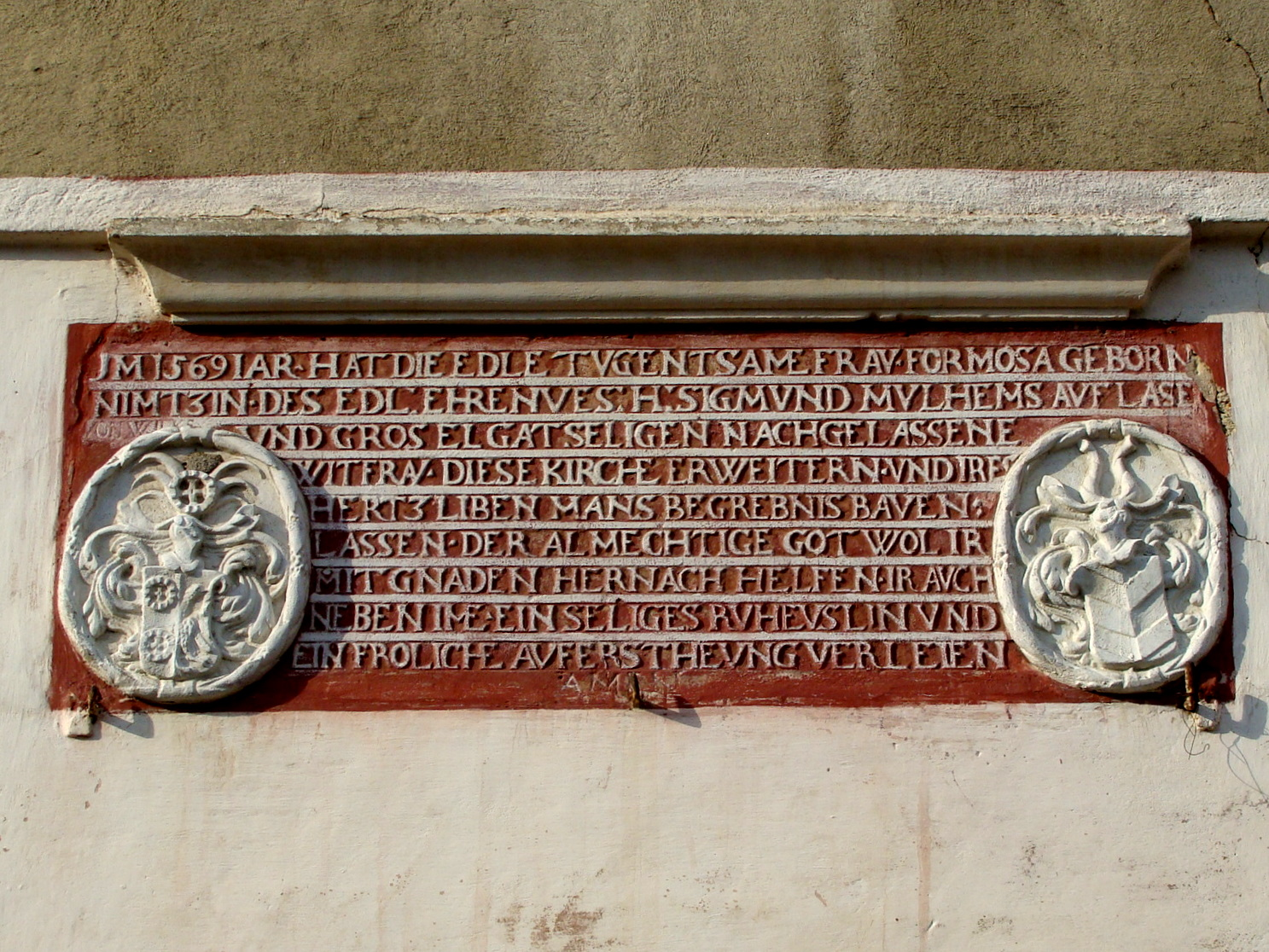
Tablica fundacyjna z 1569

Kościół powstał około roku 1300, a wzmiankowano go po raz pierwszy około 1335 roku. W latach 1553–1564 został zagarnięty przez protestantów. Rozbudowano go w 1569 roku. Pamiątką tego zdarzenia jest zachowana tablica fundacyjna. Został strawiony przez pożar i odbudowany w 1641 roku. Poddano go modernizacjom w latach 1843, 1857 oraz 1913, jak również w 1978 i 2014 roku. Ostatnia renowacja odbyła się ze środków pozyskanych przez Stowarzyszenie Miłośników Łażan "Przyjazna Wieś", Fundację Polska Miedź w Lubinie i parafian. Odnowiono wówczas elewację, ułożono nowy chodnik i wykonano granitową opaskę wokół świątyni.

## Architektura
Świątynia jest orientowana jednonawowa, murowana, wzniesiona z kamienia polnego i cegły. Ma prostokątne prezbiterium, z dobudowaną od południa zakrystią. Nawa została przykryta stropem w 1978 roku. Prezbiterium jest sklepione eliptyczną kolebką, zakrystia zaś ma strop drewniany. Od strony zachodniej do kościoła przylega wieża z ostrołukowym portalem. Kryje ją dach czterospadowy. Dachy nad nawą oraz prezbiterium są dwuspadowe (dachówka). Główne wejście znajduje się w nawie od strony południowej. Nad drzwiami umieszczono tablicę fundacyjną (1569) i zegar słoneczny. 
Od wschodu znajdują się:
- podwójne epitafium Siegmunda von Mülheim i jego małżonki (1553-1594),
- epitafium Otto Siegmunda von Nostitz (1703 rok) o bogatym programie kompozycyjnym[3].

## Otoczenie
Kościół otaczał dawniej cmentarz obwiedziony zachowanym kamiennym murem o charakterze obronnym ze śladami otworów strzelniczych i częściowo kutym ogrodzeniem z bramą wjazdową od strony pałacu von Seidlitzów. Nie zachowało się mauzoleum von Burghaussów, które stało dawniej na terenie przykościelnym. Miało około 8 metrów wysokości i wymiary 5 x 5 metrów. Jego niewielkie fragmenty pozostają rozpoznawalne przy bramie prowadzącej do pałacu.

## Kościół i otoczenie

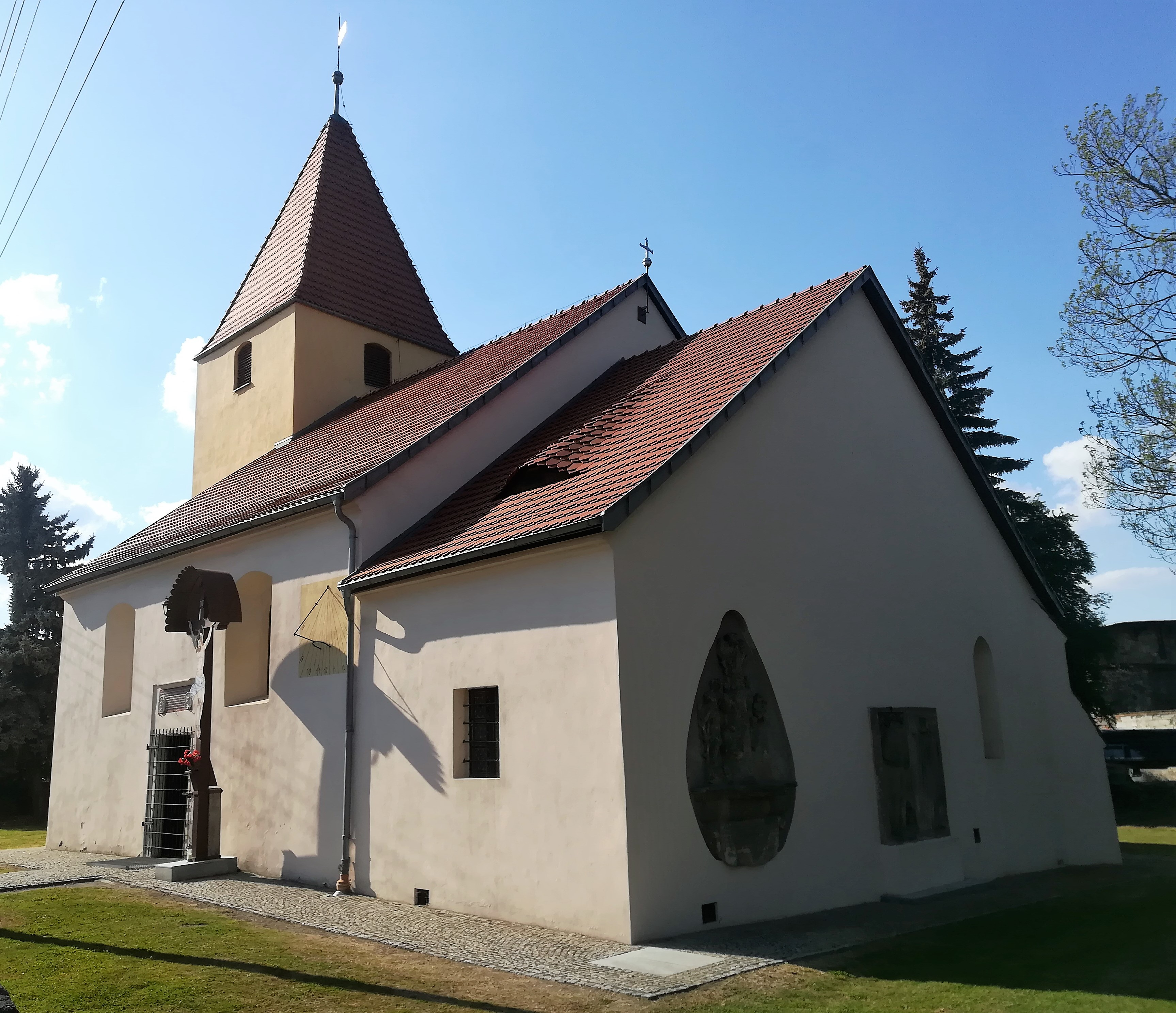
Widok od strony prezbiterium
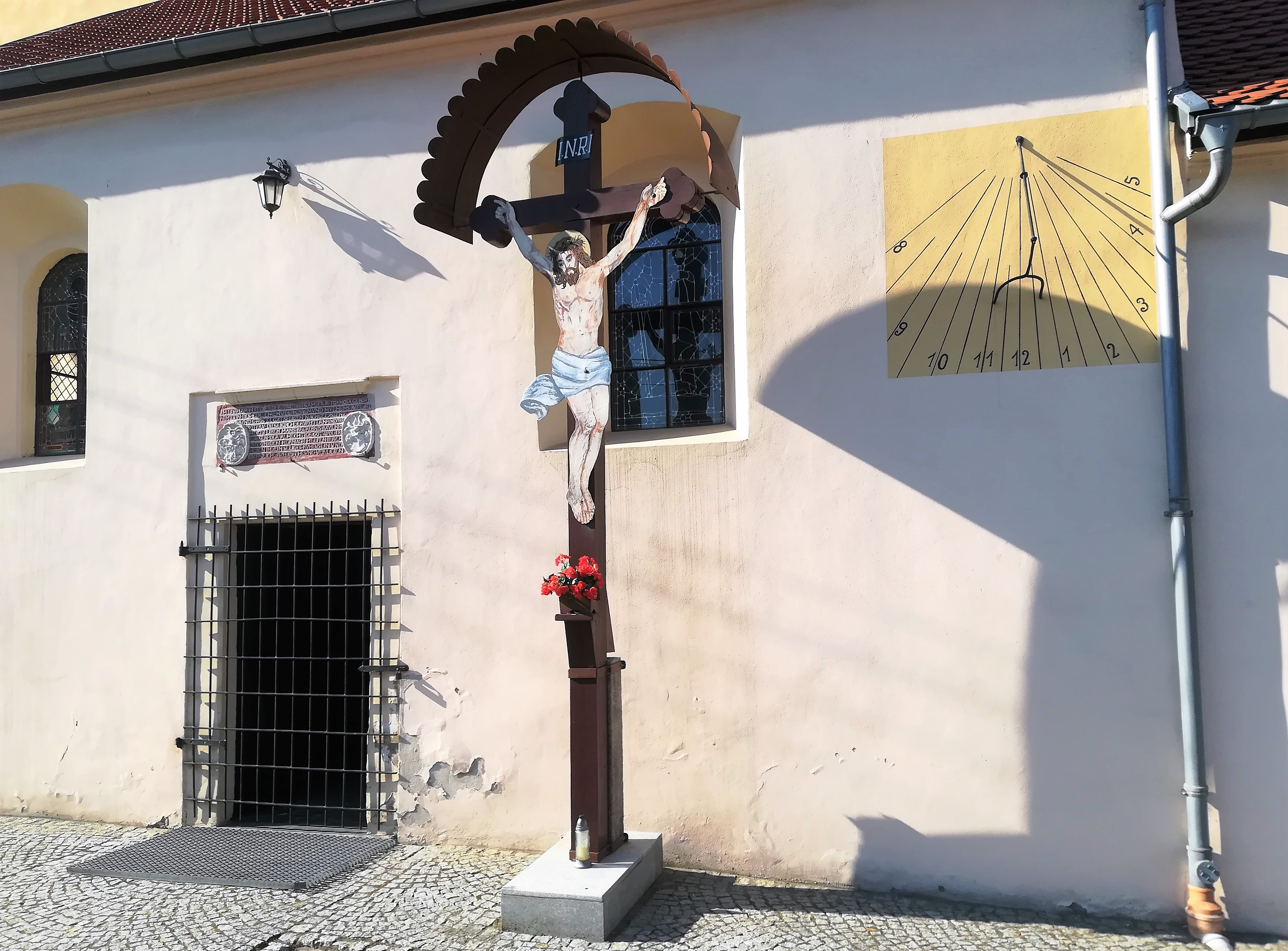
Krucyfiks i zegar słoneczny
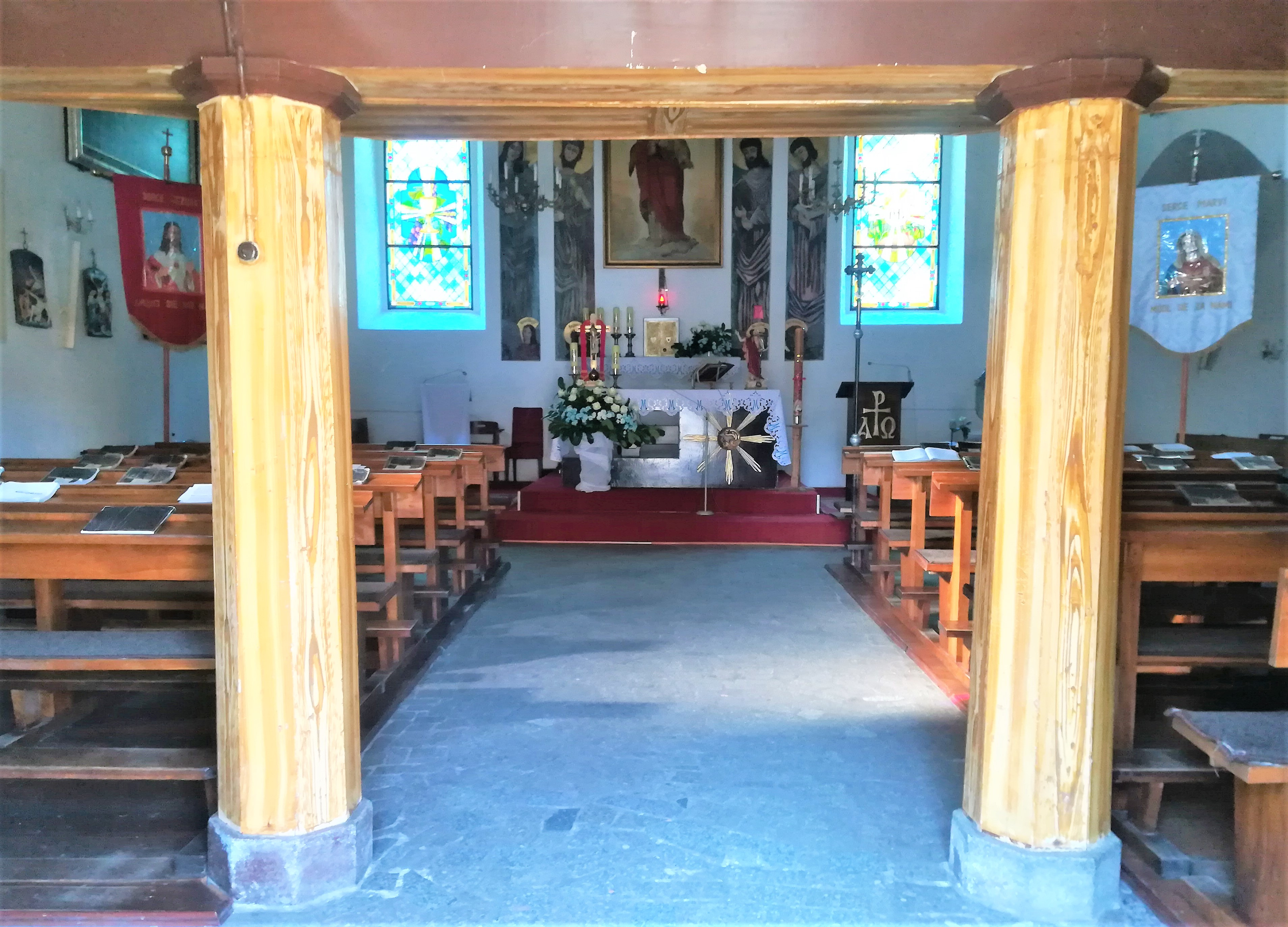
Wnętrze z ołtarzem

## Płyty nagrobne

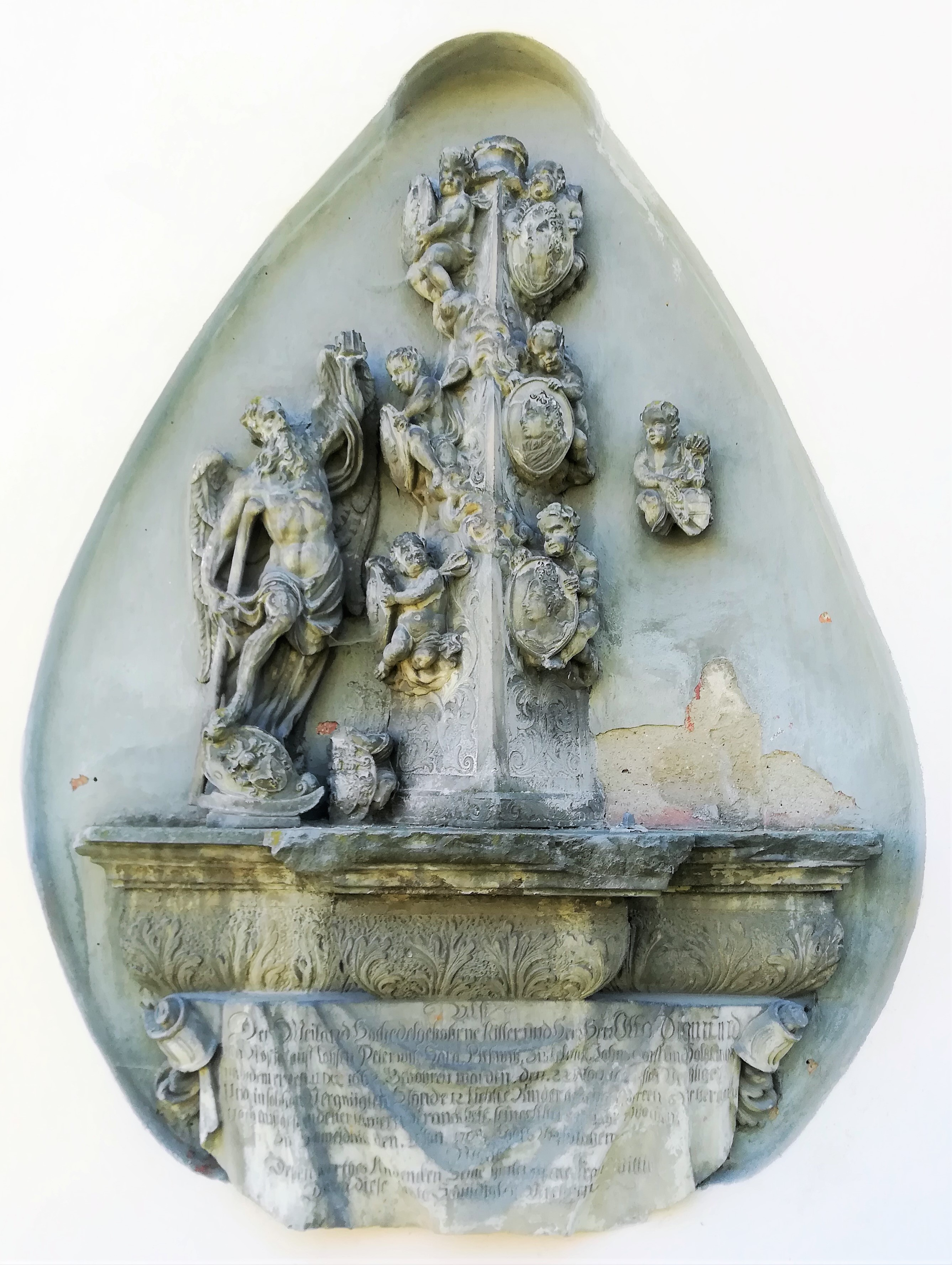
Epitafium Otto Siegmunda von Nostitz
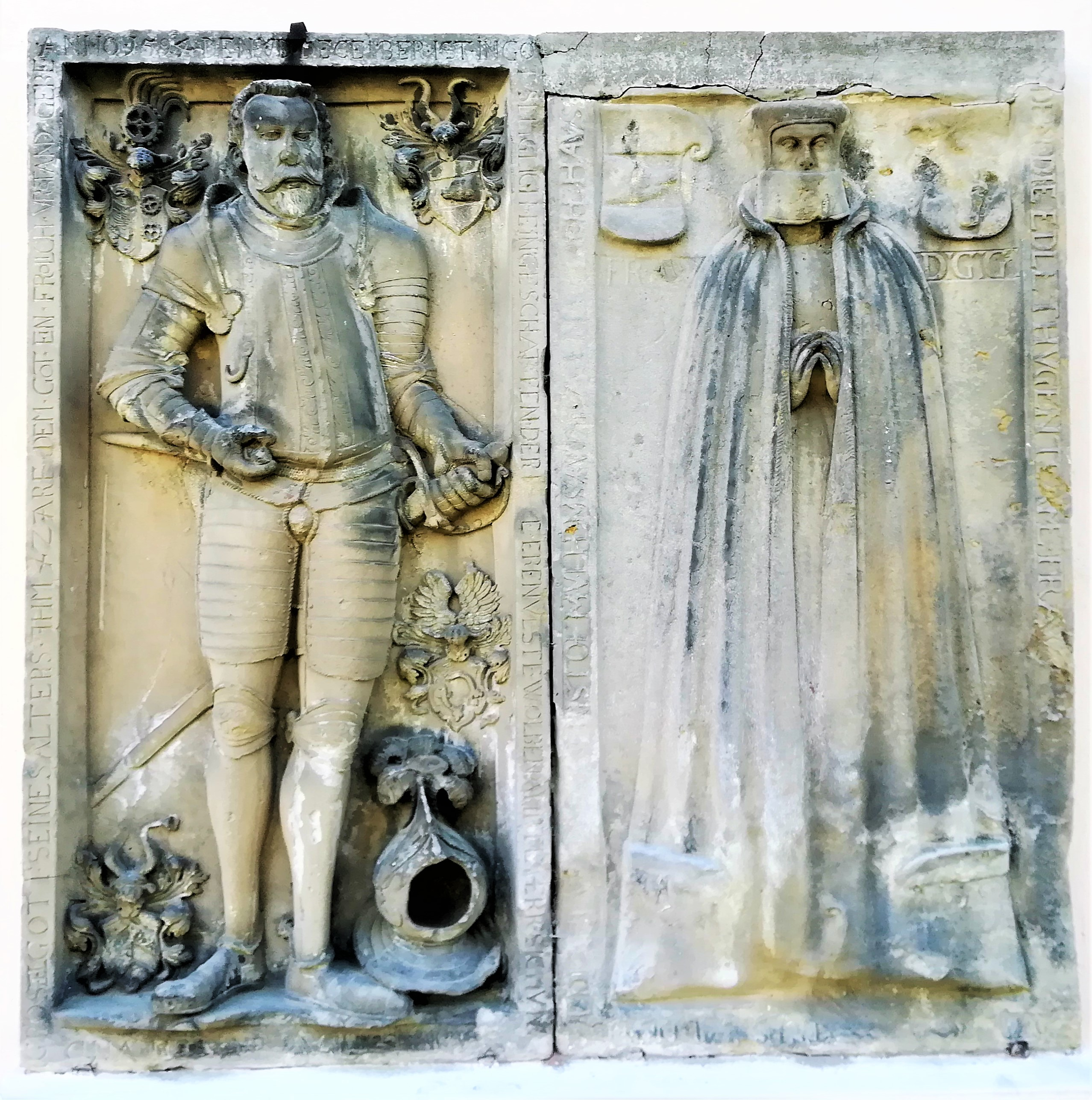
Epitafium Siegmunda von Mülheim